# 蟠龍寺 (目黒区)
蟠龍寺（ばんりゅうじ）は、東京都目黒区にある浄土宗の寺院。

## 概要

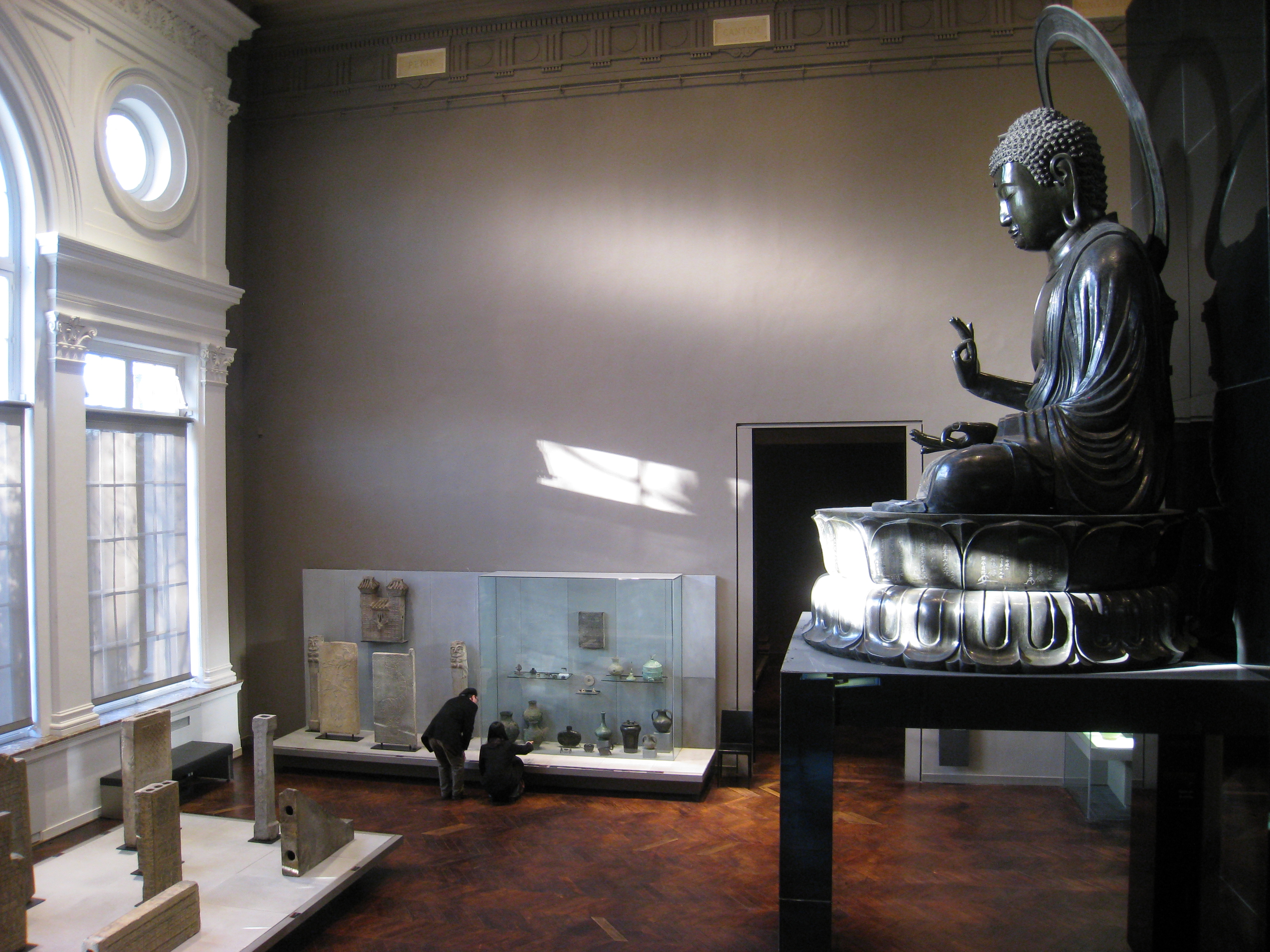
セルヌスキー美術館の大ホール（右の仏像が、かつての「目黒大仏」）

慶安年間（1648年～1652年）に創建された。元々は行人坂下にあった「称明院」という小庵であった。1710年（宝永7年）、霊雲によって現在地に移され、「蟠龍寺」に改称された。
境内には、岩窟内に石像、弁天堂内に木像の弁財天がある。岩窟の弁財天は、通称「岩屋弁天」と呼ばれ、「山手七福神の弁財天」となっている。
かつて、当寺には「目黒大仏」と呼ばれた阿弥陀如来像があった。明治時代の廃仏毀釈で、1871年（明治4年）にフランスに流出し、現在はパリのセルヌスキー美術館（Musée Cernuschi）に所蔵されている。

## 交通アクセス
- 不動前駅より徒歩9分。